# Турбівський каоліновий завод
Турбівський каоліновий завод — це підприємство, що спеціалізується на виробництві збагаченого каоліну і  кварцових пісків фракціонованих, видобутого на однойменному родовищі первинних каолінів.

## Історія

### Каолінове підприємство за часів Російської імперії
В дореволюційній Росії розробка каоліну Турбівського родовища проводилася ручною працею.
в 1903-1907 роках, коли завод промисловці царської Росії вирішили будувати порцеляно-фаянсовий завод в Славуті Хмельницької області був випробуваний Турбівський каолін. Результати перевершили очікування. З цього часу починається промисловий видобуток каоліну. Добували його, і збагачували, примітивними способами: викопували каолін сирець — лопатою, відвозили ручними тачками в чани-мішалки, які приводилися в рух кінною тягою. Змішаний з водою каолін подавався по жолобах в чани, де і відстоювався. Кращі частинки каоліну різали на частки у вигляді цегли і відправляли в Славуту, пісок осідав на дно чану. 
Здійснюючи керівництво цими роботами — Павло Бернардович Адельгейм, надалі відомий як найкращий фахівець по каоліну в дореволюційній Росії.

### Завод після соціалістичної революції
Під керівництвом українського хіміка-технолога Б. С. Лисіна у 1925 році на базі старого підприємства видобутку каоліну, яке не працювало з часів війни, спорудили каоліновий завод.
У перший рік своєї роботи підприємство виробило 5 тис. тонн кускового каоліну. Згодом потужність підприємства зростала і на кінець 1937 року досягла майже 38 тис. тонн каоліну на рік. Трудові рекорди окремих передовиків підготували умови для переходу на стахановські методи праці цілих бригад, цехів і змін. У 1937—1938 роках на ці методи перейшли зміни каолінового заводу, очолювані комуністами Л. Г.Александровою та Г. І. Поповим.

### Сучасний стан заводу
У 90-ті роки, в зв'язку з наступаючим кризою через розвал Радянського союзу, зменшенням темпів зростання економіки і промисловості з 1993 по 1997 року підприємство працює не в повному обсязі.
У 2013 році відбуваються процеси модернізації виробничих потужностей і зміна менеджменту заводу. В 2015 році був введений в експлуатацію новий виробничий комплекс. На підприємстві встановлена нова технологічна лінія потужністю до 2500 тонн каоліну в місяць, з виробництва каоліну мокрого збагачення з вологістю 5-28%, у вигляді грудок. Удосконалена фахівцями підприємства лінія мокрого збагачення включає в себе поділ каолінового сировини за сортами на складі, і збагачення каолінової суспензії через систему дезінтеграції і класифікаторів, зневоднення на фильт-пресі до 30% вологості і сушки в прямоточною сушарці до 5,12,14,18% . Дана технологія дозволяє отримати продукт високої якості і забезпечити стабільність якісних показників.

## Виробництво
Збагачення глинистої сировини, збільшує якість та  чистоту виходу виготовленої продукції. Мета процесу збагачення каолінів передбачає виділення з них основного глинистого мінералу — каолініту, очищеного від крупнозернистих домішок і барвників. Каолін в природі зустрічається у вигляді полімінеральної суміші, що складається з каолініту, кварцу, польового шпату, слюди, заліза і титановмістких з'єднань, причому розмір часток кварцу, польового шпату і слюди в 10-100 разів перевищує розмір часток каолініту. На цій різниці в розмірах часток і, отже, маси частинок заснований спосіб збагачення глинистих матеріалів (каоліну). Збагачений каолін містить в основному каолініт, в той час як в каоліновій руді його не більше ніж 45%. На Турбівському каоліновому заводі використовується мокрий спосіб збагачення. При мокрому збагаченні дезінтеграція каоліну-сирцю і відділення глинистої фракції від піску проводиться у водному середовищі. Для поліпшення відділення глинистої фракції додають електроліти (електролітовий спосіб). Електроліти інтенсифікують процес збагачення, сприяють підвищенню щільності каолінової суспензії при одночасному зниженні витрати води у 4-5 разів, покращують умови відділення каолінітових частинок від домішок. Відбувається осадження піску і інших кам'янистих домішок. З мішалок суспензію зливають в чани через спускний кран, розташований вище дна мішалки з урахуванням висоти осаду кам'янистих важких частинок. У чани додають коагулятори (вапняне молоко, поліакриламід та ін). Для укрупнення каолінітові частинок. З чанів суспензію подають насосами в камерні фільтр-преси, в яких відбувається часткове зневоднення суспензії (при тиску 1 МПа і часу фільтрації 50 хв). Далі коржі подрібнюють і направляють в сушильний барабан. Температура теплоносія на вході в сушильний барабан 800-900 °C, на виході — 100-150 °C. Висушений каолін тарують в мішки і відправляють на склад готової продукції.

## Використання виготовленої продукції
Каоліну марки КС-1 знайшов використання  в паперовій, гумовій, вогнетривкій промисловостях, а також в тонкокерамічнїй промисловості для виробів технічної порцеляни та фаянсу. Кварцові піски фракціоновані основним чином використовуються для фільтрації води.
В даний час "Турбівський каоліновий завод" - провідне гірничодобувне підприємство України, яке займається розробкою родовищ, видобутком і продажем каолінів збагачених і кварцових пісків. Турбівське родовище каолінів одне з найбільших в Центральній і Східній Європі. Каолін і кварцовий пісок Турбовського родовища використовуються наповнювачем при виробництві фарфору, санітарної кераміки і керамічної плитки, фаянсових виробів, картону, гумового взуття, гумотехнічних і пластмасових виробів, для виготовлення штучних шкір, тканин і лінолеуму, вогнетривких виробів, при виготовленні формувального матеріалу в ливарному виробництві, а так само для виготовлення каталізаторів і пропант в нафтопереробної промисловості.